# Нина-нана за Павлицу
„Нина-нана за Павлицу” је југословенски ТВ филм из 1976. године. Режирао га је Станко Мајнарић а сценарио су написали Бранко Белан и Станко Мајнарић.

## Улоге
| Глумац         | Улога |
| -------------- | ----- |
| Мира Бањац     |       |
| Борис Фестини  |       |
| Круно Валентић |       |